# Tom Latham (Cricketspieler)
Thomas William Maxwell Latham (bekannt als Tom Latham; * 2. April 1992 in Christchurch, Neuseeland) ist ein neuseeländischer Cricketspieler, der seit 2012 für die neuseeländische Nationalmannschaft spielt.

## Kindheit und Ausbildung
Tom Lathams Vater, Rod Latham, spielte selbst in der neuseeländischen Nationalmannschaft. Tom nahm für Neuseeland an der ICC U19-Cricket-Weltmeisterschaft 2010 teil.

## Aktive Karriere

### Anfänge in der Nationalmannschaft
Im Jahr 2010 gab Latham sein First-Class-Debüt für Canterbury. Sein Debüt in der Nationalmannschaft folgte im Februar 2012 in der ODI-Serie gegen Simbabwe. Im Juni gab er dann auch sein Debüt im Twenty20-Cricket gegen die West Indies. Zunächst blieb er am Rande des Kaders und spielte auch in der A-Mannschaft Neuseelands, erhielt jedoch im Juli 2013 einen zentralen Vertrag mit dem neuseeländischen Verband. Sein erstes Fifty (86 Runs) erzielte er im November 2013 in der ODI-Serie in Sri Lanka, wofür er als Spieler des Spiels ausgezeichnet wurde. In der Folge gab er im Februar 2014 bei der Tour gegen Indien sein Test-Debüt. Am Ende der Saison gewann er dann mit Canterbury den Plunket Shield 2013/14. Im Sommer gelangen ihm in der Test-Serie in den West Indies drei Fifties (83, 73 und 82 Runs).
Zu Beginn der Saison 2014/15 konnte er dann gegen Pakistan in den ersten beiden Tests jeweils ein Century (103 Runs aus 222 Bällen und 137 Runs aus 269 Bällen) erzielen. Er war daraufhin zwar im Kader für den Cricket World Cup 2015, kam dort jedoch nicht zum Einsatz. Im Sommer reiste er mit dem Team nach England, wo ihm zwei Fifties (59 und 84 Runs) in den Tests gelangen. Dem folgten Touren ins südliche Afrika. In Simbabwe konnte er im zweiten ODI zusammen mit Martin Guptill ohne Verlust eines Wickets die Vorgabe einholen und so wurden beide, nach seinem ersten ODI-Century über 110* Runs aus 116 Bällen, als Spieler des Spiels ausgezeichnet. In der folgenden ODI-Serie in Südafrika erzielte er in allen drei Spielen jeweils ein Fifty (60, 64, 54 Runs). In der Saison 2015/16 gelangen ihm bei den Test-Serien in (50 Runs) und gegen Australien (63 Runs) jeweils ein Fifty und gegen Sri Lanka ein Century über 109* Runs aus 180 Bällen.

### Etabliert im Nationalteam
Im Sommer 2016 konnte er bei der Test-Serie in Simbabwe in beiden Tests jeweils ein Century (105 Runs (209) und 136 Runs (269)) erzielen. Auch spielte er während der saison für Kent im englischen nationalen Cricket. Im September reiste er dann mit dem Team nach Indien und konnte dort zunächst in den Tests drei Fifties (58, 74, und 53 Runs) erzielen und in der folgenden ODI-Serie noch zwei weitere (79* und 61 Runs) erreichen. Gegen Pakistan gelang ihn dnn ein Fifty über 80 Runs im zweiten Test, bevor Bangladesch nach Neuseeland kam. Dabei erzielte er zunächst in der ODI-Serie ein Century über 137 Runs aus 121 Bällen, wofür er als Spieler des Spiels ausgezeichnet wurde. Dies gelang ihm ebenso im ersten Test der Serie mit 177 Runs aus 329 Bällen, bevor er diese mit einem Fifty (68 Runs) abschloss. Ein weiteres Fifty (50 Runs) folgte dann noch im dritten Test gegen Südafrika zum Ende der Saison. In Dieser hatte er sich fest als Eröffnungs-Batter des Teams etabliert. Im Sommer wurde er als Kapitän nach Irland geschickt, wo er bei einem Drei-Nationen-Turnier ein Century (104 Runs aus 111 Bällen) gegen den Irland und ein Fifty (84 Runs) gegen Bangladesch erreichte, wofür er als Spieler des Turniers ausgezeichnet wurde. Für die folgende ICC Champions Trophy 2017 wurde er zwar nominiert, seine Rolle im Team übernahm jedoch Luke Ronchi. Ronchi trat nach der Saison zurück und Latham übernahm daraufhin die Wicket-Keeper-Rolle im Team.
Die Sommer 2017/18 begann mit einem Century (103* Runs aus 102 Bällen) und Fifty (65 Runs) in der ODI-Serie in Indien. Im Februar kam dann England nach Neuseeland, wobei ihm zwei Fifties (79 und 71 Runs) in den ODIs und ein weiteres (83 Runs) in der Test-Serie gelang. Im November 2018 reiste er dann in die Vereinigten Arabischen Emirate, wo er gegen Pakistan je ein Fifty in den ODIs (68 Runs) und den Tests (50 Runs) erreichte. Zurück in Neuseeland traf er dann in einer Test-Serie auf Sri Lanka. Im ersten Test gelang ihm ein Double-Century über 264* Runs aus 489 Bällen, womit er das Spiel ins Remis führte und als Spieler desselben ausgezeichnet wurde. Im zweiten Spiel konnte er dann noch ein Mal ein Century über 176 Runs aus 370 Bällen hinzufügen. Nach einem ODI-Fifty (51 Runs) gegen Indien kam zum Ende der Saison Bangladesch nach Neuseeland. Auch hier konnte er ein Fifties (59 Runs) in den ODIs erreichen, bevor ihm im ersten Test ein weiteres Century über 161 Runs aus 248 Bällen gelang. Beim Cricket World Cup 2019 konnte er vor allem gegen England überzeugen. In der Vorrunde erreichte er ein Fifty über 57 Runs und im Finale, wo Neuseeland knapp unterlag, 47 Runs.

### Übernahme der Kapitänsrolle
Nach einem Century über 154 Runs aus 251 Bällen in Sri Lanka im August konnte er zum Beginn der Sommer 2019/20 gegen England mit 105 Runs aus 172 Bällen im zweiten Test ein weiteres erreichen. Im Dezember folgte dann ein Fifty (50 Runs) im zweiten Test in Australien. Kurz darauf brach er sich einen Finger und musste einen Monat aussetzen. Im Februar 2020 kamen dann noch ein Fifty (69 Runs) in den ODIs und zwei weitere (je 52 Runs) im zweiten Test gegen Indien dazu. Nach der Pause auf Grund der COVID-19-Pandemie begann er mit einem Fifty über 86 Runs im ersten Test gegen die West Indies im Dezember 2020. Ein weiteres (53 Runs) erzielte er kurz darauf gegen Pakistan. Die Saison 2020/21 endete für ihn dann mit einem Century über 110* Runs aus 108 Bällen im zweiten ODI gegen Bangladesch, wofür er als Spieler des Spiels ausgezeichnet wurde. Nachdem sich Kane Williamson verletzt hatte, übernahm Latham immer mehr die Rolle des Kapitäns. Zusammen mit dem neuseeländischen Test-Team gewann er dann die ICC World Test Championship 2019–2021. Im September erzielte er dann sein erstes Twenty20-Fifty in Bangladesch, als ihm zunächst 65* Runs im zweiten Spiel der Serie und dann 50* Runs im fünften erzielte.
In der Sommer 2021/22 erreichte er zunächst im zweiten Test in Indien zwei Fifties (95 und 52 Runs). Als im Januar dann Bangladesch nach Neuseeland kam, konnte er dort im zweiten Test ein Double-Century über 252 Runs aus 373 Bällen erzielen, wofür er als Spieler des Spiels ausgezeichnet wurde. Im April spielte er dann gegen die Niederlande erstmals seit einem Jahr wieder in einer ODI-Serie und konnte dort im zweiten Spiel ein Century über 140* Runs für 123 Bällen erreichen, wofür er ausgezeichnet wurde. Nach einem Fifty (76 Runs) in der folgenden Test-Serie in England gelang ihm ein weiteres (55 Runs) in Irland. Im August folgte dann noch eine Tour in den West Indies bei dem ihm ein weiteres Fifty (69 Runs) gelang für das er ausgezeichnet wurde. In der Sommer 2022/23 konnte er zunächst gegen Indien ein Century über 145* Runs aus 104 Bällen im ersten ODI erreichen. Im Dezember folgte dann in Pakistan erst ein Century (113 Runs (191)) im ersten Spiel der Test-Serie, bevor er zwei Fifties (71 und 62 Runs) im zweiten Test erreichte. In den verbliebenen Touren der Saison erreichte er je ein Fifty in den Test-Serien gegen England (83 Runs) und Sri Lanka (67 Runs). In Pakistan konnte er dann noch ein Fifty (64 Runs) in den Twenty20s und drei weitere in den ODIs (98, 60 und 59 Runs) erreichen.